# ريتشارد دورانت
ريتشارد دورانت (بالإنجليزية: Richard Durrant)‏ هو منتج أسطوانات وملحن بريطاني، ولد في 2 نوفمبر 1962.

## وصلات خارجية
- ريتشارد دورانت على موقع IMDb (الإنجليزية)
- ريتشارد دورانت على موقع ميوزك برينز (الإنجليزية)
- ريتشارد دورانت على موقع أول ميوزيك (الإنجليزية)
- ريتشارد دورانت على موقع ديسكوغز (الإنجليزية)